# Олівер Капанен
Олівер Капанен (фін. Oliver Kapanen; нар. 29 липня 2003, Тімро) — фінський хокеїст, центральний нападник клубу НХЛ «Монреаль Канадієнс». Гравець збірної команди Фінляндії.

## Ігрова кар'єра
Хокейну кар'єру розпочав на батьківщині 2019 року виступами за молодіжну команду КалПа.
2021 року був обраний на драфті НХЛ під 64-м загальним номером командою «Монреаль Канадієнс».
На дорослому рівні дебютував у складі КалПи в сезоні 2021–22. Олівер відіграв за КалПу три сезони включно з двома матчами за «Кярпят».
9 травня 2024 року фін підписав дворічну угоду з шведським клубом «Тімро».
15 червня 2024 року Капанен підписав трирічний контракт початкового рівня з клубом НХЛ «Монреаль Канадієнс». 10 жовтня 2024 року дебютував у складі «канадців». 6 листопада 2024 року Капанен на правах оренди відданий назад до клубу «Тімро». Повернувся до складу «Канадієнс» 2 квітня 2025 року. Наразі до кінця поточного сезону виступає за клуб «Лаваль Рокет» (АХЛ), який веде боротьбу в плей-оф сезону 2024–25.

## На рівні збірних
У складі юніорської збірної Фінляндії брав участь у чемпіонаті світу 2021 року.
У складі молодіжної збірної Фінляндії срібний призер чемпіонату світу 2022 року.
Гравець збірної команди Фінляндії.

## Статистика

### Клубні виступи
| 2019–20       | КалПа         | ФІН Ю20       | 2   | 1  | 0  | 1  | 0  | —  | — | — | —  | —  |
| 2020–21       | КалПа         | ФІН Ю20       | 37  | 25 | 16 | 41 | 26 | —  | — | — | —  | —  |
| 2020–21       | «Йокіпоят»    | Местіс        | 5   | 3  | 2  | 5  | 12 | —  | — | — | —  | —  |
| 2021–22       | КалПа         | ФІН Ю20       | 11  | 7  | 8  | 15 | 0  | 10 | 5 | 6 | 11 | 14 |
| 2021–22       | КалПа         | СМ-Л          | 16  | 1  | 1  | 2  | 2  | —  | — | — | —  | —  |
| 2021–22       | ІПК           | Местіс        | 8   | 1  | 3  | 4  | 2  | —  | — | — | —  | —  |
| 2021–22       | «Кярпят»      | СМ-Л          | 2   | 0  | 2  | 2  | 0  | —  | — | — | —  | —  |
| 2022–23       | КалПа         | СМ-Л          | 55  | 12 | 15 | 27 | 28 | 7  | 0 | 1 | 1  | 6  |
| 2023–24       | КалПа         | СМ-Л          | 51  | 14 | 20 | 34 | 32 | 13 | 7 | 7 | 14 | 6  |
| 2024–25       | «Тімро»       | ШХЛ           | 36  | 15 | 20 | 35 | 12 | 6  | 2 | 1 | 3  | 6  |
| Усього в СМ-Л | Усього в СМ-Л | Усього в СМ-Л | 124 | 27 | 38 | 65 | 62 | 20 | 7 | 8 | 15 | 12 |

### Збірна
| Рік                | Команда            | Турнір             | Місце              | І  | Г | П | О | ШХ |
| ------------------ | ------------------ | ------------------ | ------------------ | -- | - | - | - | -- |
| 2021               | Фінляндія          | ЮЧС18              | 4-е                | 4  | 0 | 0 | 0 | 2  |
| 2022               | Фінляндія          | МЧС                | 2                  | 7  | 1 | 1 | 2 | 4  |
| 2023               | Фінляндія          | МЧС                | 5-е                | 5  | 2 | 1 | 3 | 0  |
| 2024               | Фінляндія          | ЧС                 | 8-е                | 8  | 6 | 0 | 6 | 4  |
| Молодіжна збірна   | Молодіжна збірна   | Молодіжна збірна   | Молодіжна збірна   | 16 | 3 | 2 | 5 | 6  |
| Національна збірна | Національна збірна | Національна збірна | Національна збірна | 8  | 6 | 0 | 6 | 4  |